# Megalocoelacanthus dobiei

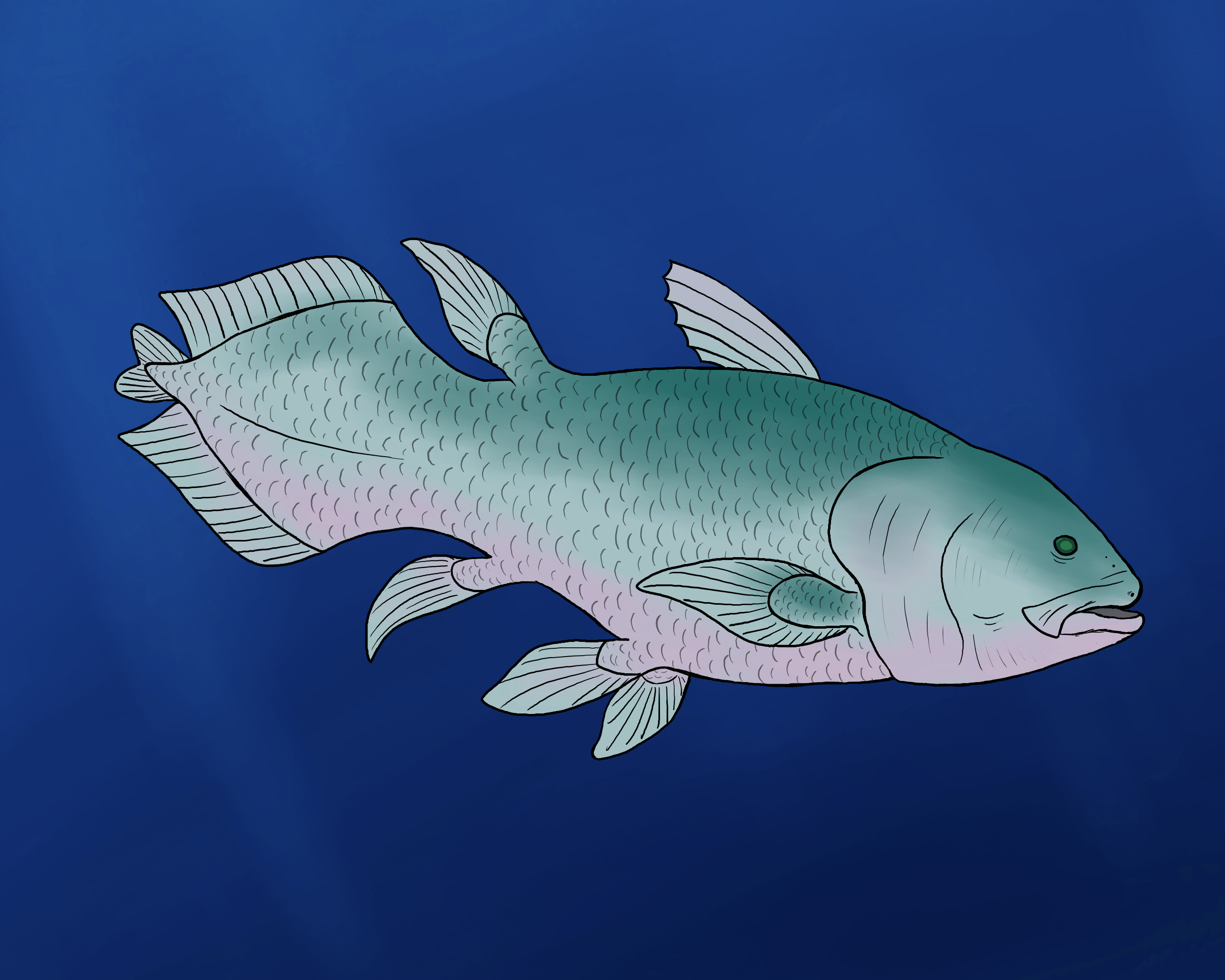
Реконструкция

Megalocoelacanthus dobiei (лат.) — вымерший вид гигантских латимериевых целакантов, обитавших с раннего кампанского до, возможно, раннего маастрихтского века мелового периода в Аппалачии, Западном внутреннем море и в районе нынешней Миссисипи. Расчленённые остатки вида были найдены в формациях Ютау, Мурвилль-Халк и Блаффтаун в Алабаме, Миссисипи и Джорджии, а также в формации Ниобрара в Канзасе. Хотя полный скелет неизвестен, тщательное изучение найденных элементов показывает, что Megalocoelacanthus dobiei тесно связан с целакантообразным Libys из юрского периода. Вид назван в честь герпетолога Джеймса Л. Доби. Оценочная длина составляла 3,5—4,5 метра.